# Madagaskarjassana
Madagaskarjassana (Actophilornis albinucha) är en vadarfågel i den lilla familjen jassanor.

## Utseende
Karakteristiskt för madagaskarjassana liksom för andra arter inom familjen jassanor är dess långa ben och mycket stora fötter med långa tår och klor som möjliggör för dem att gå omkring på flytande vegetation. Madagaskarjassanan är med en kroppslängd på 30 centimeter jämnstor med nära släktingen afrikansk jassana men med karakteristisk fjäderdräkt där mönstret på huvud och alls är det omvända: vitt på hjässa, nacke och halssidor kantat nedan av guldgult och glansigt svart på ansiktet och halsen. Den är kastanjebrun på kropp och vingar, förutom i ett band från låren och över övre stjärttäckarna. Näbben och pannskölden är blå.

## Utbredning och systematik
Fågeln förekommer i sjöar, dammar och kärr på Madagaskar. Den delar släktet Actophilornis med systerarten afrikansk jassana och är monotypisk, det vill säga att den inte delas in i några underarter.

## Levnadssätt
Likt exempelvis simsnäppor, men olikt de flesta andra fåglar, är könsrollerna omvända hos jaçanorna. Honan som har flera partners, så kallat polyandriskt häckningsbeteende, försvarar boet medan hanen ruvar.

## Status
Arten tros minska relativt kraftigt i antal till följd av habitatförlust och hårt jakttryck. Världspopulationen är relativt liten, uppskattad till mellan 780 och 1 643 vuxna individer. Internationella naturvårdsunionen IUCN kategoriserar den därför som starkt hotad.